# Casasimarro
Casasimarro ist eine Gemeinde mit 3.205 Einwohnern (Stand: 2024) in der Provinz Cuenca in der Autonomen Region Kastilien-La Mancha.

## Geschichte
Casasimarro ist eine relativ neue Gemeinde. Das älteste Dokument, in dem sie erwähnt wird, ist die "Relación Topográfica" von Felipe II. aus dem Jahr 1598. Dieses Dokument gibt die Gründung eines Dorfes des "Hauses der Simarros" ("Casa de los Simarro") im Jahr 1470 an.

## Bevölkerungsentwicklung
| 1842 | 1900 | 1950 | 1981 | 1991 | 2001 | 2011 |
| ---- | ---- | ---- | ---- | ---- | ---- | ---- |
| 1642 | 2426 | 4078 | 3169 | 3011 | 3011 | 3291 |

## Wirtschaft
Die lokale Wirtschaft basiert auf Landwirtschaft und Viehzucht, wobei die wichtigsten Produkte Pilze, Getreide, Wein und Olivenöl sind. Zu den Industrien gehören die Gitarren- und Teppichherstellung.